# Pré-Alpes Trivenetos
Os Pré-Alpes Trivenetos eram uma antiga designação dos Alpes que se encontravam na Itália, segundo a divisão tradicional da partição dos Alpes adoptada em 1926 pelo IX Congresso Geográfico Italiano na Itália, com o fim de normalizar a sua divisão  em Alpes Ocidentais, Alpes Centrais e dos Alpes Orientais, aos quais pertenciam.
O ponto mais alto era o Monte Coglians com 2.780 m

## Nomenclatura
O topónimo Trivenetos provem da área geográfica constituída pelos territórios históricos de Trivêneto, as Três Venezas.

## SOIUSA
Hoje não são considerados uma secção alpina, mas estão incorporados na classificação da Subdivisão Orográfica Internacional Unificada do Sistema Alpesno (SOIUSA) nos Pré-Alpes Vénetos e nos Pré-Alpes Julianos, ambos dos Alpes Orientais-Sul, e nos Pré-Alpes Cárnicos dos Alpes Cárnicos e de Gail.